# Chariot (single)
Chariot is een nummer van zanger-liedjesschrijver Gavin DeGraw, uitgebracht in 2005, afkomstig van zijn album Chariot uit 2003 (in Nederland in 2006 uitgebracht). Het nummer refereert aan het moment dat DeGraw vanuit zijn geboorteplaats naar New York verhuisde.
Het nummer was een grote hit in de Amerikaanse Billboard Hot 100 in 2005, waar het een 30ste plaats haalde en een platinastatus bereikte. In de Amerikaanse top 40 haalde het een nummer 5-notering. In Nederland werd het zijn grootste hit tot dan toe met een nummer 12-notering in de Nederlandse Top 40, waar het 14 weken in de lijst bleef staan.
Gavin DeGraw zei zelf over Chariot: "Chariot (in het Nederlands vertaald 'strijdwagen') is een metafoor voor een voertuig om op plaatsen te komen via gedachten waar het rustig en niks-aan-de-hand-gevoel heerst. Het is iets waar je je even naar terug kan trekken voor een bepaald moment, om de dagelijkse sleur waar je te vaak mee te maken hebt, even te kunnen ontlopen."

## Hitnoteringen

### Nederlandse Top 40
| Hitnotering: 07-01-2006 t/m 08-04-2006 | Hitnotering: 07-01-2006 t/m 08-04-2006 | Hitnotering: 07-01-2006 t/m 08-04-2006 | Hitnotering: 07-01-2006 t/m 08-04-2006 | Hitnotering: 07-01-2006 t/m 08-04-2006 | Hitnotering: 07-01-2006 t/m 08-04-2006 | Hitnotering: 07-01-2006 t/m 08-04-2006 | Hitnotering: 07-01-2006 t/m 08-04-2006 | Hitnotering: 07-01-2006 t/m 08-04-2006 | Hitnotering: 07-01-2006 t/m 08-04-2006 | Hitnotering: 07-01-2006 t/m 08-04-2006 | Hitnotering: 07-01-2006 t/m 08-04-2006 | Hitnotering: 07-01-2006 t/m 08-04-2006 | Hitnotering: 07-01-2006 t/m 08-04-2006 | Hitnotering: 07-01-2006 t/m 08-04-2006 | Hitnotering: 07-01-2006 t/m 08-04-2006 |
| Week:                                  | 1                                      | 2                                      | 3                                      | 4                                      | 5                                      | 6                                      | 7                                      | 8                                      | 9                                      | 10                                     | 11                                     | 12                                     | 13                                     | 14                                     |                                        |
| -------------------------------------- | -------------------------------------- | -------------------------------------- | -------------------------------------- | -------------------------------------- | -------------------------------------- | -------------------------------------- | -------------------------------------- | -------------------------------------- | -------------------------------------- | -------------------------------------- | -------------------------------------- | -------------------------------------- | -------------------------------------- | -------------------------------------- | -------------------------------------- |
| Positie:                               | 26                                     | 15                                     | 12                                     | 18                                     | 20                                     | 20                                     | 22                                     | 22                                     | 18                                     | 17                                     | 27                                     | 30                                     | 30                                     | 38                                     | uit                                    |

### NPO Radio 2 Top 2000
| Nummer met noteringen in de NPO Radio 2 Top 2000 | '11  | '12  | '13  |
| ------------------------------------------------ | ---- | ---- | ---- |
| Chariot                                          | 1913 | 1924 | 1951 |

1. ↑  Een vetgedrukt getal geeft de hoogste notering aan.
2. ↑  2011 was het eerste jaar met een notering voor dit nummer.
3. ↑  Deze tabel is bijgewerkt tot en met de laatste editie (2024).